# Куркатау
Курката́у (Куркетау; баш. Күркәтау) — река в Башкортостане (Россия), правый приток Каны, протекает по территории Баймакского и Зилаирского районов. Длина реки составляет 52 км, площадь водосборного бассейна 339 км². Среднегодовой расход воды — 2,1 м³/с.

## Название
Название Куркатау состоит из двух частей, происходящих от баш. күркә — «индюк» и баш. тау — «гора».

## Описание
Куркатау начинается в 4 км северо-восточнее села Ишей. От истока течёт преимущественно на юго-запад, в среднем течении поворачивает на северо-запад, в низовье преобладающим направлением течения становится запад. Впадает в Кану на высоте 370 м над уровнем моря, к западу от урочища Огнев.

### Притоки
Крупнейшие от устья к истоку:
- 15 км: ручей Большой Бастан[1] (правый)[5];
- 36 км: река Урал-Лука[1] (левый)[5].

## Данные водного реестра
По данным государственного водного реестра России относится к Камскому бассейновому округу, водохозяйственный участок реки — Белая от водомерного поста Арский Камень до Юмагузинского гидроузла, речной подбассейн реки — Белая. Речной бассейн реки — Кама.
Код объекта в государственном водном реестре — 10010200212111100017485.